# Льюис, Донн
Донн Льюис (англ. Dawnn Lewis; род. 13 августа 1961, Бруклин, Нью-Йорк) — американская актриса и певица, наиболее известная благодаря своим ролям в телевизионных комедиях.

## Биография
Льюис родилась и выросла в Бруклине, Нью-Йорк. На большом экране она дебютировала в комедии 1988 года «Я достану тебя, ублюдок», а годы спустя сыграла роли второго плана в фильмах «Заложники» (1997), «Глухой квартал» (1999) и «Девушки мечты» (2006). Льюис в первую очередь работала на телевидении, где появилась в более семидесяти проектах. Наибольшей известности она добилась благодаря роли в ситкоме NBC «Другой мир» (1987—1992). Также Льюис была членом основного состава первого сезона ситкома ABC «Тусоваться с мистером Купером» в 1992-93 годах.
Начиная с середины 1990-х, Льюис играла второстепенные роли в сериалах «Теперь в любой день», «Подруги», «Холм одного дерева» и «Втайне от родителей». Она снялась в мини-сериале 2000 года «Десятое королевство», а в дополнение работала актёром озвучивания во многих телешоу и фильмах на протяжении всей карьеры.
С 2004 по 2006 год Льюис была замужем за баскетболистом Джонни Ньюменом. Она развелась с ним из-за того, что Ньюмен избивал её, вследствие чего был осужден.

## Избранная фильмография
| Год  |   | Русское название | Оригинальное название | Роль                  |
| ---- | - | ---------------- | --------------------- | --------------------- |
| 2015 | ф | Головоломка      | Inside Out            | дополнительные голоса |